# Браян Севедж
Браян Артур Севедж (англ. Brian Arthur Savage, нар. 24 лютого 1971, Садбері) — канадський хокеїст, що грав на позиції крайнього нападника. Грав за збірну команду Канади. Брав участь у зимових Олімпійських іграх у 1994 році.
Провів понад 700 матчів у Національній хокейній лізі.

## Ігрова кар'єра
Хокейну кар'єру розпочав 1990 року.
1991 року був обраний на драфті НХЛ під 171-м загальним номером командою «Монреаль Канадієнс».
Протягом професійної клубної ігрової кар'єри, що тривала 14 років, захищав кольори команд «Монреаль Канадієнс», «Фінікс Койотс», «Сент-Луїс Блюз» та «Філадельфія Флаєрс».
Загалом провів 713 матчів у НХЛ, включаючи 39 ігор плей-оф Кубка Стенлі.
Виступав за збірну Канади, на головних турнірах світового хокею провів 24 гри в її складі.
Виступаючи за збірну Канади, став срібним призером зимових Олімпійських ігор у Ліллегаммері.

## Статистика

### Клубні виступи
| Сезон        | Клуб                    | Ліга         | Регулярний сезон | Регулярний сезон | Регулярний сезон | Регулярний сезон | Регулярний сезон | Плей-оф | Плей-оф | Плей-оф | Плей-оф | Плей-оф |
| Сезон        | Клуб                    | Ліга         | І                | Г                | П                | О                | ШХ               | І       | Г       | П       | О       | ШХ      |
| ------------ | ----------------------- | ------------ | ---------------- | ---------------- | ---------------- | ---------------- | ---------------- | ------- | ------- | ------- | ------- | ------- |
| 1990–91      | «Маямі Ред Гокс»        | ЦСХА         | 28               | 5                | 6                | 11               | 26               | —       | —       | —       | —       | —       |
| 1991–92      | «Маямі Ред Гокс»        | ЦСХА         | 40               | 24               | 16               | 40               | 43               | —       | —       | —       | —       | —       |
| 1992–93      | «Маямі Ред Гокс»        | ЦСХА         | 38               | 37               | 21               | 58               | 44               | —       | —       | —       | —       | —       |
| 1992–93      | Канада                  | —            | 9                | 3                | 0                | 3                | 12               | —       | —       | —       | —       | —       |
| 1993–94      | Канада                  | —            | 51               | 20               | 26               | 46               | 38               | —       | —       | —       | —       | —       |
| 1993–94      | «Фредеріктон Канадієнс» | АХЛ          | 17               | 12               | 15               | 27               | 4                | —       | —       | —       | —       | —       |
| 1993–94      | «Монреаль Канадієнс»    | НХЛ          | 3                | 1                | 0                | 1                | 0                | 3       | 0       | 2       | 2       | 0       |
| 1994–95      | «Монреаль Канадієнс»    | НХЛ          | 37               | 12               | 7                | 19               | 27               | —       | —       | —       | —       | —       |
| 1995–96      | «Монреаль Канадієнс»    | НХЛ          | 75               | 25               | 8                | 33               | 28               | 6       | 0       | 2       | 2       | 2       |
| 1996–97      | «Монреаль Канадієнс»    | НХЛ          | 81               | 23               | 37               | 60               | 39               | 5       | 1       | 1       | 2       | 0       |
| 1997–98      | «Монреаль Канадієнс»    | НХЛ          | 64               | 26               | 17               | 43               | 36               | 9       | 0       | 2       | 2       | 6       |
| 1998–99      | «Монреаль Канадієнс»    | НХЛ          | 54               | 16               | 10               | 26               | 20               | —       | —       | —       | —       | —       |
| 1999–00      | «Монреаль Канадієнс»    | НХЛ          | 38               | 17               | 12               | 29               | 19               | —       | —       | —       | —       | —       |
| 2000–01      | «Монреаль Канадієнс»    | НХЛ          | 62               | 21               | 24               | 45               | 26               | —       | —       | —       | —       | —       |
| 2001–02      | «Монреаль Канадієнс»    | НХЛ          | 47               | 14               | 15               | 29               | 30               | —       | —       | —       | —       | —       |
| 2001–02      | «Фінікс Койотс»         | НХЛ          | 30               | 6                | 6                | 12               | 8                | 5       | 0       | 0       | 0       | 0       |
| 2002–03      | «Фінікс Койотс»         | НХЛ          | 43               | 6                | 10               | 16               | 22               | —       | —       | —       | —       | —       |
| 2003–04      | «Фінікс Койотс»         | НХЛ          | 61               | 12               | 13               | 25               | 36               | —       | —       | —       | —       | —       |
| 2003–04      | «Сент-Луїс Блюз»        | НХЛ          | 13               | 4                | 3                | 7                | 2                | 5       | 1       | 1       | 2       | 0       |
| 2004–05      | Не грав через локаут    | —            | —                | —                | —                | —                | —                | —       | —       | —       | —       | —       |
| 2005–06      | «Філадельфія Флаєрс»    | НХЛ          | 66               | 9                | 5                | 14               | 28               | 6       | 1       | 0       | 1       | 4       |
| Усього в НХЛ | Усього в НХЛ            | Усього в НХЛ | 674              | 192              | 167              | 359              | 321              | 39      | 3       | 8       | 11      | 12      |

### Збірна
| Рік                | Команда            | Турнір             | І  | Г | П | О  | ШХ |
| ------------------ | ------------------ | ------------------ | -- | - | - | -- | -- |
| 1993               | Канада             | ЧС                 | 8  | 1 | 0 | 1  | 2  |
| 1994               | Канада             | ОІ                 | 8  | 2 | 2 | 4  | 6  |
| 1999               | Канада             | ЧС                 | 8  | 3 | 3 | 6  | 6  |
| Національна збірна | Національна збірна | Національна збірна | 24 | 6 | 5 | 11 | 14 |